# Niko Kanxheri
Niko Kanxheri (Tirana, 17 de febrero de 1947) es un actor y director albanés.

## Biografía
Después de terminar la escuela en Korczy, empezó estudiar actuación en la escuela, actuando en el Teatro Nacional en Tirana. En ese momento, inició cooperación con Radio Tirana para comenzar su carrera en el radioteatro. Después de la graduación, completó un curso especializado, organizado por el Shqiperia Kinostudio e Re (Estudios de Nuevas Películas de Albania) y comenzó su labor como director de la televisión. Su obra fue muy popular por varios programas de entretenimiento. También trabajó como profesor en el Instituto de Bellas Artes de Tirana. 
En 1990 recibió un premio en la categoría II de los mejores roles de septiembre en el Festival de Cine de Albania.

## Filmografía
- Cifti i lumtur (1975)
- Korrieret (1976)
- Toke e pergjakur (1976)
- Ngjyrat e moshes (1990)
- Vetmi (1990)
- Vdekja e kalit (1991)
- Kolonel Bunker (1996)
- Parullat (2001)
- Nata pa hene (2004)
- I dashur armik (2004)
- Smutek paní Snajdrové (2008)